# Football Club Rieti 2018-2019
Questa voce raccoglie le informazioni riguardanti il Football Club Rieti nelle competizioni ufficiali della stagione 2018-2019.

## Stagione
Il Rieti, che già nella stagione 2016-2017 aspirava alla promozione ma era stato sorpassato dall'Arzachena a poche giornate dalla fine, nella stagione 2017-2018 riesce finalmente a conquistare il primo posto e a vincere il girone G della serie D. In tal modo il club viene promosso in serie C.
La stagione 2018-2019 è per il Rieti la quinta partecipazione alla terza serie del campionato italiano di calcio, dalla quale era assente dal lontano 1946, e rappresenta il ritorno al calcio professionistico dopo undici anni, dove era assente dal 2007 (quando militava in serie C2, quarta serie del campionato italiano).
In seguito alla promozione il presidente Riccardo Curci, che già nelle stagioni precedenti aveva dichiarato di non poter sostenere da solo a livello economico una squadra di serie C, si mette alla ricerca di un socio e il 15 giugno conclude le trattative cedendo l'85% delle quote del club. Il compratore, svelato solo diverse settimane dopo, è l'imprenditore greco Matthaios "Manthos" Poulinakis, ex presidente dell'OFI Creta; la presidenza del Rieti viene assunta invece da Gianluca Marini, procuratore sportivo di Terni che aveva mediato tra Curci e Poulinakis.
Nell'estate la squadra viene totalmente rinnovata: non viene confermato nessun giocatore, né l'allenatore, né lo staff tecnico. La nuova proprietà adotta invece un progetto basato sulla valorizzazione di giovani giocatori, soprattutto stranieri, allo scopo di poter guadagnare rivendendoli successivamente; allo scopo viene ingaggiato un tecnico internazionale (Ricardo Chéu) e staff in grado di parlare l'inglese.
La stagione inizia con diversi problemi, innanzitutto l'indisponibilità di un campo di gioco per le partite in casa: infatti lo stadio Centro d'Italia-Manlio Scopigno non è omologato per la serie C e, nonostante la regione Lazio avesse stanziato già a maggio 300 000 euro per l'esecuzione dei lavori, i tempi necessari per l'erogazione del finanziamento e la realizzazione dei lavori fanno temere che non siano completati entro l'inizio del campionato. Inoltre lo stravolgimento della squadra e la scarsa presenza della nuova proprietà generano perplessità tra i tifosi, mentre nascono ben presto degli attriti tra la nuova e la vecchia proprietà (accusata di non aver informato il compratore sullo stato carente degli impianti, di non aver avviato per tempo l'adeguamento dello stadio, e di scarsa professionalità nella passata gestione della società).
A metà settembre, dopo vari ritardi dovuti ai ricorsi, il campionato prende il via con il Rieti inserito nel girone C, insieme alle squadre meridionali, cosa che provoca un certo disagio per la lunghezza delle trasferte. I lavori allo stadio, avviati solo a inizio mese, impongono di giocare le partite casalinghe a porte chiuse fino al 16 ottobre (settima giornata di campionato), appena in tempo per sventare il rischio che il club fosse escluso d'ufficio dal campionato. Il 22 settembre, a poche giornate dall'inizio del campionato, Marini dà le dimissioni dalla presidenza, che passa direttamente a Poulinakis. Il 27 ottobre, nella nona giornata di campionato, il Rieti ha stabilito il record per il goal più veloce mai segnato nel calcio professionistico italiano, grazie alla rete segnata da Thomas Vasileiou contro il Siracusa ad appena sei secondi dal fischio d'inizio.
In seguito a una lunga sequenza di sconfitte e a una sempre maggiore contestazione dei tifosi verso la proprietà, il 15 dicembre Riccardo Curci decide di riacquistare le quote di Poulinakis, tornando presidente e unico proprietario del Rieti. Nel corso della pausa invernale, l'assetto "greco" della squadra viene parzialmente smantellato: Andrea Gianni viene nominato consulente, viene sostituito l'allenatore (Ricardo Chéu si dimette e al suo posto viene chiamato Ezio Capuano), e alcuni giocatori lasciano. Nonostante il sopraggiungere di due penalizzazioni (relative alla gestione "greca" del club), il 20 aprile, a due giornate dalla fine del campionato, il Rieti riesce a raggiungere la salvezza matematica.

## Divise e sponsor
Lo sponsor tecnico per la stagione 2018-2019 è Kappa, mentre lo sponsor ufficiale è Ottica Curci (nel retro sotto la numerazione).
| Casa | Trasferta | Terza divisa |

## Organigramma societario
Area direttiva
- Presidente: Gianluca Marini; dal 24 settembre Manthos Poulinakis; dal 16 dicembre Riccardo Curci

Area organizzativa
- Dino Pezzotti - Team manager[27]
- Leonardo Valente - Ufficio Stampa[27]
- Alessandro Mezzetti - Responsabile SLO[27]
- Paolo Grifoni, Paolo Rotilio, Gabriele Di Leginio - Segreteria[27]

Area tecnica
- Malù Mpasinkatu - Direttore sportivo[28]
- Allenatore: Ricardo Chéu; dall'8 gennaio Ezio Capuano
- Luigi Garofalo - Preparatore atletico[29]
- dall'8 gennaio Giuseppe Padovano - Assistente allenatore[23]
- Vincenzo Marinacci - Preparatore dei portieri[29]

## Rosa
| N. |                          | Ruolo | Calciatore              |
| -- | ------------------------ | ----- | ----------------------- |
| 1  | Italia (bandiera)        | P     | Davide Costa            |
| 2  | Spagna (bandiera)        | C     | Edgar Caparrós          |
| 3  | Australia (bandiera)     | D     | Giancarlo Gallifuoco    |
| 4  | Portogallo (bandiera)    | D     | Sandro Costa            |
| 5  | Italia (bandiera)        | D     | Nicolò Gigli (Capitano) |
| 6  | Italia (bandiera)        | C     | Giuseppe Palma          |
| 7  | Italia (bandiera)        | A     | Matteo Cericola         |
| 8  | Portogallo (bandiera)    | A     | Xavier Venancio         |
| 9  | Italia (bandiera)        | A     | Vincenzo Tommasone      |
| 10 | Italia (bandiera)        | C     | Fabio Maistro           |
| 11 | Italia (bandiera)        | A     | Cosimo La Ferrara       |
| 12 | Portogallo (bandiera)    | P     | José Chastre            |
| 13 | Grecia (bandiera)        | D     | Gerasimos Papangelīs    |
| 14 | Italia (bandiera)        | C     | Manuel Parente          |
| 15 | Italia (bandiera)        | D     | Luca Fabiani            |
| 16 | Guinea-Bissau (bandiera) | D     | Tomás Dabó              |

| N. |                           | Ruolo | Calciatore               |
| -- | ------------------------- | ----- | ------------------------ |
| 17 | Italia (bandiera)         | D     | Pietro Berardi           |
| 18 | Bulgaria (bandiera)       | A     | Nikolay Todorov          |
| 19 | Italia (bandiera)         | A     | Giovanni Kean            |
| 20 | Grecia (bandiera)         | A     | Thōmas Vasiliou          |
| 21 | Italia (bandiera)         | D     | Riccardo Paparelli       |
| 22 | Italia (bandiera)         | P     | Alex Spadini             |
| 23 | Italia (bandiera)         | A     | Simone Di Domenicantonio |
| 24 | Italia (bandiera)         | D     | Gianluca Gualtieri       |
| 25 | Italia (bandiera)         | C     | Nicolò Floridi           |
| 26 | Belgio (bandiera)         | C     | Marlon Lukinga           |
| 27 | Mali (bandiera)           | C     | Boubakary Diarra         |
| 28 | Francia (bandiera)        | D     | Cécé Pepe                |
| 29 | Italia (bandiera)         | C     | Roberto Criscuolo        |
| 30 | Guinea (bandiera)         | C     | Amara Konate             |
| 33 | Italia (bandiera)         | D     | Filippo Delli Carri      |
| 35 | Costa d'Avorio (bandiera) | A     | Cedric Gondo             |

## Risultati

### Serie C

#### Girone di andata
| Arbitro: | Cascone (Nocera Inferiore) |

|                           |           |  |
| Scaringella 13’ Ricci 37’ | Marcatori |  |

| Arbitro: | Santoro (Messina) |

|                                              |           |              |
| Maistro 45+2’ (rig.) Gallifuoco 90+4’ (rig.) | Marcatori | Alfageme 15’ |

| Arbitro: | G. Miele (Nola) |

|                          |           |           |
| Folorunsho 15’ Sarao 72’ | Marcatori | 35’ Palma |

| Rieti 29 settembre 2018, ore 14:30 CEST 4ª giornata | Rieti             | 0 – 0 referto | Cavese | Stadio Centro d'Italia-Manlio Scopigno (zero spett.)\| Arbitro: \| D. Miele (Torino) \| |
| Arbitro:                                            | D. Miele (Torino) |               |        |                                                                                         |

| 6 ottobre 2018 5ª giornata |  | – Riposo – |  |  |

| Arbitro: | Giordano (Novara) |

|  |           |          |
|  | Marcatori | 67’ Pepe |

| Arbitro: | Garofalo (Torre Del Greco) |

|  |           |             |
|  | Marcatori | 67’ Taurino |

| Arbitro: | Feliciani (Teramo) |

|                                 |           |  |
| Corapi 30’ (rig.), 40’ Aloi 35’ | Marcatori |  |

| Arbitro: | Carella (Bari) |

|              |           |                                   |
| Vasileiou 1’ | Marcatori | 76’ Turati 76’ 90’ (rig.) Vázquez |

| Arbitro: | Meleleo (Casarano) |

|  |           |           |
|  | Marcatori | 36’ Gondo |

| Arbitro: | N. Marini (Trieste) |

|            |           |                                                        |
| Todorov 8’ | Marcatori | 3’ Franca 19’ Emerson Ramos 35’, 44’ Genchi 56’ Guaita |

| Arbitro: | D'Ascanio (Ancona) |

|                                         |           |  |
| Kanoute 21’ Ciccone 24’ Fischnaller 89’ | Marcatori |  |

| Arbitro: | Vigile (Cosenza) |

|            |           |                                         |
| Maistro 4’ | Marcatori | 68’ Carlini 74’ Paponi 90+2’ Mezzavilla |

| Arbitro: | Pascarella (Nocera Inferiore) |

|                                      |           |                              |
| Sandomenico 73’ Tassi 75’ Ungaro 97’ | Marcatori | 4’ (rig.) Gondo 62’ Cericola |

| Arbitro: | Gariglio (Pinerolo) |

|                                       |           |                      |
| Maistro 15’ Diarra 20’ Gondo 35’, 45’ | Marcatori | 11’ (rig.) Cesaretti |

| Arbitro: | Clerico (Torino) |

|                       |           |           |
| Awua 39’ Vivacqua 68’ | Marcatori | 71’ Gondo |

| Arbitro: | Acanfora (Castellammare di Stabia) |

|             |           |  |
| Maistro 64’ | Marcatori |  |

| Arbitro: | Di Graci (Como) |

|            |           |  |
| Mangni 58’ | Marcatori |  |

| Arbitro: | D. Miele (Torino) |

|  |           |             |
|  | Marcatori | 81’ Calapai |

#### Girone di ritorno
| Arbitro: | Panettella (Bari) |

|                                                       |           |  |
| Gondo 26’ De Marco 61’ (aut.) Todorov 67’ Maistro 76’ | Marcatori |  |

| Arbitro: | Angelucci (Foligno) |

|                           |           |            |
| Castaldo 51’ Blondett 75’ | Marcatori | 72’ Zanchi |

| Arbitro: | Monaldi (Macerata) |

|  |           |                              |
|  | Marcatori | 35’ (rig.) Sarao 87’ Pastore |

| Arbitro: | Gualtieri (Asti) |

|                |           |               |
| C. De Rosa 61’ | Marcatori | 69’ Tommasone |

| 3 febbraio 2019 24ª giornata |  | – Turno di riposo Rieti |  |  |

| Rieti 10 febbraio 2019, ore 14:30 CET 25ª giornata | Rieti             | 0 – 0 referto | Sicula Leonzio | Stadio Centro d'Italia-Manlio Scopigno (507 spett.)\| Arbitro: \| Rossetti (Ancona) \| |
| Arbitro:                                           | Rossetti (Ancona) |               |                |                                                                                        |

| Arbitro: | Pasciuta (Ravenna) |

|  |           |                               |
|  | Marcatori | 68’ Cernigoi 90’ (rig.) Gondo |

| Arbitro: | Colombo (Como) |

|  |           |                                |
|  | Marcatori | 58’ Ferretti 78’ (rig.) Evacuo |

| Arbitro: | Lorenzin (Castelfranco Veneto) |

|             |           |  |
| Catania 11’ | Marcatori |  |

| Arbitro: | Carella (Bari) |

|            |           |  |
| Marchi 17’ | Marcatori |  |

| Arbitro: | Zufferli (Udine) |

|            |           |  |
| Franca 86’ | Marcatori |  |

| Arbitro: | De Angeli (Abbiategrasso) |

|           |           |  |
| Gigli 77’ | Marcatori |  |

| Arbitro: | Annaloro (Collegno) |

|             |           |             |
| Canotto 28’ | Marcatori | 90+4’ Gondo |

| Arbitro: | Donda (Cormons) |

|           |           |  |
| Palma 44’ | Marcatori |  |

| Arbitro: | Clerico (Torino) |

|  |           |                     |
|  | Marcatori | 79’ (rig.) Cernigoi |

| Arbitro: | Di Cairano (Ariano Irpino) |

|            |           |                 |
| Brumat 43’ | Marcatori | 5’ (aut.) Gigli |

| Arbitro: | Camplone (Pescara) |

|  |           |              |
|  | Marcatori | 64’ Cernigoi |

| Arbitro: | Angelucci (Foligno) |

|              |           |             |
| Cernigoi 11’ | Marcatori | 55’ Gerardi |

| Arbitro: | Carrione (Castellammare di Stabia) |

|                 |           |                     |
| Lodi 22’ (rig.) | Marcatori | 30’ (rig.) Cernigoi |

### Coppa Italia Serie C

#### Fase a gironi
| Squadra | P.ti | G | V | N | P | GF | GS | DR |
| ------- | ---- | - | - | - | - | -- | -- | -- |
| Teramo  | 4    | 2 | 1 | 1 | 0 | 2  | 1  | +1 |
| Rieti   | 3    | 2 | 1 | 0 | 1 | 3  | 2  | +1 |
| Fermana | 1    | 2 | 0 | 1 | 1 | 0  | 2  | -2 |

| Arbitro: | Monaldi (Macerata) |

|             |           |                                 |
| Todorov 47’ | Marcatori | 8’ Di Renzo 56’ Bacio Terracino |

| Arbitro: | Petrella (Viterbo) |

|  |           |                      |
|  | Marcatori | 75’ Pepe 85’ Todorov |

## Statistiche

### Statistiche di squadra
| Competizione         | Punti         | In casa | In casa | In casa | In casa | In casa | In casa | In trasferta | In trasferta | In trasferta | In trasferta | In trasferta | In trasferta | Totale | Totale | Totale | Totale | Totale | Totale | D.R. |
| Competizione         | Punti         | G       | V       | N       | P       | GF      | GS      | G            | V            | N            | P            | GF           | GS           | G      | V      | N      | P      | GF     | GS     | D.R. |
| -------------------- | ------------- | ------- | ------- | ------- | ------- | ------- | ------- | ------------ | ------------ | ------------ | ------------ | ------------ | ------------ | ------ | ------ | ------ | ------ | ------ | ------ | ---- |
| Serie C              | 39(-4)        | 18      | 7       | 4       | 7       | 19      | 20      | 18           | 5            | 3            | 10           | 14           | 23           | 36     | 12     | 7      | 17     | 30     | 41     | -11  |
| Coppa Italia Serie C | fase a gironi | 1       |         |         | 1       | 1       | 2       | 1            | 1            |              |              | 2            |              | 2      | 1      |        | 1      | 3      | 2      | +1   |
| Totale               | 39            | 19      | 7       | 4       | 8       | 20      | 22      | 19           | 6            | 3            | 10           | 16           | 23           | 38     | 13     | 7      | 18     | 33     | 43     | -10  |

### Andamento in campionato
| Giornata  | 1 | 2 | 3  | 4 | 5 | 6 | 7  | 8  | 9  | 10 | 11 | 12 | 13 | 14 | 15 | 16 | 17 | 18 | 19 | 20 | 21 | 22 | 23 | 24 | 25 | 26 | 27 | 28 | 29 | 30 | 31 | 32 | 33 | 34 | 35 | 36 | 37 | 38 |
| --------- | - | - | -- | - | - | - | -- | -- | -- | -- | -- | -- | -- | -- | -- | -- | -- | -- | -- | -- | -- | -- | -- | -- | -- | -- | -- | -- | -- | -- | -- | -- | -- | -- | -- | -- | -- | -- |
| Luogo     | T | C | T  | C | - | T | C  | T  | C  | T  | C  | T  | C  | T  | C  | T  | C  | T  | C  | C  | T  | C  | T  | -  | C  | T  | C  | T  | C  | T  | C  | T  | C  | T  | C  | T  | C  | T  |
| Risultato | P | V | P  | N | - | V | P  | P  | P  | V  | P  | P  | P  | P  | V  | P  | V  | P  | P  | V  | P  | P  | N  | -  | N  | V  | P  | P  | V  | P  | V  | N  | V  | V  | N  | V  | N  | N  |
| Posizione | 9 | 7 | 11 | 9 | - | 9 | 12 | 14 | 15 |    |    |    |    |    | 14 | 16 |    | 14 | 14 | 13 | 14 |    |    |    |    |    |    |    |    | 17 |    |    |    |    | 16 | 15 | 15 | 15 |

Legenda:

Luogo: C = Casa; T = Trasferta. Risultato: V = Vittoria; N = Pareggio; P = Sconfitta.